# 薛善
薛善（？—？），字仲良，河東郡汾陰县（今山西省运城市万荣县）人，出自河东薛氏西祖第三房，北魏、東魏、西魏、北周官員。

## 生平
薛善的祖父薛瑚是北魏河東郡太守，父亲薛和是北魏南青州刺史。
薛善年少时出任司空府参军事，升任傥城郡太守，转任盐池都将。永熙三年（534年），魏孝武帝西迁关中，东魏将河东郡改为泰州，任命薛善担任泰州别驾。薛善家向来富有，僮仆有数百人。薛善的哥哥薛元信仗着财势十分奢侈，每次宴会食用的菜肴都是极为丰盛，客人满座，音乐舞蹈接连不断。但是薛善却独能恭谨律己，生活简朴，喜欢安静。
大统三年冬十月（537年），高欢在沙苑之战中战败，留薛善的族兄薛崇礼守卫河东郡，宇文泰派遣派遣贺拔胜和李弼渡过黄河围攻蒲坂，薛崇礼坚守，西魏军无法攻克城市。薛善对薛崇礼说：“高欢以武力犯上，致使君王流离。我和哥哥是衣冠子孙，世世代代受到国家给予的荣宠。如今大军已经来临，而哥哥还想给高氏效力。城破之日，脑袋被人送到长安，说是某某逆贼的头颅，死后有灵，难道不会死有余愧。不如早点归附投降，虽然不足以表现卓越的节操，好歹可以保住性命。”薛崇礼犹豫不决。薛善堂弟薛馥的妹夫高子信为防城都督，守卫蒲坂城南面。高子信派遣薛馥来拜谒薛善说：“想要接应西魏军队，但恐怕力量不足。”薛善当即命令弟弟薛济率领门生数十人，与高子信、薛馥等人杀掉守卫关卡的士兵，迎接西魏的军队，薛崇礼出逃，贺拔胜等人追上俘虏了他。当时参与这一事件的人都被赏赐五等爵位，薛善认为被逆归顺，是臣子应做的事情，哪里容许全家人都承受赐爵和封邑，于是和弟弟薛慎都坚决拒绝接受封赏。宇文泰称赞薛善，任命薛善为汾阴县县令。薛善才干突出洞察政务，全郡的县令中称为第一。河东郡太守王罴称赞薛善，命令薛善管理六个县的政务。
薛善很快被征召出任行台郎中。当时西魏计划广置屯田以便供应军费，于是任命薛善出任司农少卿，兼领同州夏阳县二十屯监。西魏又在夏阳各山区设置冶铁，再度命令薛善担任冶监，每个月役使八千人制造军事器材。薛善亲自管理指挥，还加以安慰抚恤，盔甲兵器打造的尽量锋利，役使的人也没有劳苦的感觉。薛善加通直散骑常侍，升任大丞相府从事中郎。朝廷追论薛善屯田的功劳，赐爵龙门县子，薛善升任黄门侍郎，加车骑大将军、仪同三司，又出任河东郡太守，进骠骑大将军、开府仪同三司，获赐姓宇文氏。北周六官建立，薛善出任工部中大夫，进爵博平县公，很快出任御正中大夫，转任民部中大夫。
周孝闵帝元年（557年），晋公宇文护执政，仪同齐轨对薛善说：“军国各种大事，需要由天子处理，怎么能由权臣控制。”薛善将这话告诉宇文护，宇文护因此诛杀齐轨。宇文护因为薛善忠于自己，引荐薛善出任中外府司马，薛善又升任司会中大夫，辅助总管六府事务。薛善又加京兆尹，仍担任司会，又外任隆州刺史，兼益州总管府长史，获征召出任少傅，在任内去世，虚岁六十七。朝廷赠予蒲虞勋三州刺史。周武帝因为薛善上告齐轨之事，定薛善谥号为缪公。薛善的儿子薛裒继承爵位，官至高阳郡太守。

## 其他
薛善是一位佛教徒。

## 家庭

### 兄弟姐妹
- 薛元信，东魏中坚将军、仪同开府长史
- 薛慎，北周车骑大将军、仪同三司、蕃部中大夫、淮南县子
- 薛济
- 薛氏，嫁北魏左将军府中兵参军元崇智

### 子女
- 薛裒，北周高阳郡太守、博平县公
- 薛粹，隋朝介州长史[17]

## 延伸阅读
[在维基数据编辑]
 《周書·卷35》，出自令狐德棻《周書》